# 살렘상
살렘상(프랑스어: Prix Salem, 영어: Salem Prize)은 매년 수학 분야에서 중요한 학문적 기여를 이룬 젊은 수학자에게 수여되는 국제 상이다.
수학자 라파엘 살렘(Raphaël Salem)의 아내가 그의 죽음 이후 설립하였다.
상당한 명예가 따르는 상으로, 살렘상을 받은 이들 중에는 "수학의 노벨상"이라 불리는 필즈상, 아벨상, 울프 수학상 등의 수상자들도 여럿 있다.

## 살렘상 수상자 명단
| 연도 | 수상자 이름                      |
| 1968 | 니콜라스 바로포울로스            |
| 1969 | 리처드 앨런 헌트                 |
| 1970 | 이브 메이어                      |
| 1971 | 찰스 페퍼먼                      |
| 1972 | 토마스 쾨르너                    |
| 1973 | 예브게니 미하일로비치 니키신     |
| 1974 | 휴 몽고메리                      |
| 1975 | 윌리엄 베크너                    |
| 1976 | 마이클 허먼                      |
| 1977 | 세르게이 빅토로비치 보츠카레프   |
| 1978 | 비요른 달버그                    |
| 1979 | 질 피시에                        |
| 1980 | 스틸리아노스 피코리테스          |
| 1971 | 피터 존스                        |
| 1982 | 알렉세이 보리소비치 알렉산드로프 |
| 1983 | 장 부르갱                        |
| 1984 | 카를로스 케니그                  |
| 1985 | 토마스 울프                      |
| 1986 | 니콜라이 게오르기에비치 마카로프 |
| 1987 | 가이 데이비드                    |
| 1987 | 장 린 저른                       |
| 1988 | 알렉산더 볼베르그                |
| 1988 | 장크리스토프 요코즈              |
| 1989 | 수상자 없음                      |
| 1990 | 세르게이 코냐긴                  |
| 1991 | 커티스 맥멀런                    |
| 1992 | 시노쿠라 미츠히로                |
| 1993 | 세르게이 트레일                  |
| 1994 | 카리 아스탈라                    |
| 1995 | 하칸 엘리아손                    |
| 1996 | 마이클 레이시                    |
| 1996 | 크리스토프 티엘레                |
| 1997 | 수상자 없음                      |
| 1998 | 트레버 울리                      |
| 1999 | 표도르 나자로프                  |
| 2000 | 테렌스 타오                      |
| 2001 | 오데드 슈람                      |
| 2001 | 스타니슬라프 스미르노프          |
| 2002 | 자비에르 톨사                    |
| 2003 | 엘론 린덴스트라우스              |
| 2003 | 칸난 순다라라잔                  |
| 2004 | 수상자 없음                      |
| 2005 | 벤 그린                          |
| 2006 | 스테파니 피터미클                |
| 2006 | 아르투르 아빌라                  |
| 2007 | 악샤이 벵카테시                  |
| 2008 | 보아스 클라탁                    |
| 2008 | 아사프 나오르                    |
| 2009 | 수상자 없음                      |
| 2010 | 날리니 아난타람                  |
| 2011 | 잔다펑                           |
| 2011 | 줄리앙 두베다                    |
| 2012 | 수상자 없음                      |
| 2013 | 래리 거스                        |
| 2014 | 드미트리 첼카크                  |
| 2015 | 수상자 없음                      |
| 2016 | 마리나 뱌조우스카                |
| 2017 | 수상자 없음                      |
| 2018 | 알렉산드르 로그노프              |
| 2019 | 수상자 없음                      |
| 2020 | 수상자 없음                      |
| 2021 | 수상자 없음                      |
| 2022 | 수상자 없음                      |
| 2023 | 사라 펠루스                      |
| 2023 | 줄리안 사하스라부데              |